# Prunus eminens
Prunus eminens är en rosväxtart som beskrevs av Günther von Mannagetta und Lërchenau Beck. Prunus eminens ingår i släktet prunusar, och familjen rosväxter. Inga underarter finns listade i Catalogue of Life.